# Giuliano Gemma
Giuliano Gemma (Roma, 2 de setembro de 1938 — Civitavecchia, 1 de outubro de 2013) foi um ator, apresentador de TV, escultor e atleta italiano.

## Biografia
Inicialmente Gemma trabalhou como dublê, mas o diretor Duccio Tessari ofereceu a ele um papel no filme Arrivano i titani, em 1962. A partir de então, construiu extensa filmografia.
Gemma posteriormente tornou-se um ator de filmes western spaghetti, alcançando grande sucesso com herói de filmes como Una pistola per Ringo, O Dólar Furado e I giorni dell'ira. Quando atuava nos filmes ainda era atleta, e chamava a atenção pela sua elasticidade nas cenas. Para atuar em filmes dos EUA teve que adotar o codinome Montgomery Wood.
Giuliano Gemma também trabalhou na televisão italiana e como escultor. 

## Vida pessoal
Durante as filmagens do clássico Una pistola per Ringoem 1965, Giuliano conheceu sua futura esposa, Natália Roberti, com quem se casou pouco depois e teve duas filhas: Giuliana e Vera. Ambos foram casados até 1995, quando Natália veio a falecer. Depois casou-se com Baba Richerme. Sua filha, Vera Gemma, também é atriz.
Em 1 de outubro de 2013, Giuliano Gemma feriu-se gravemente em um acidente de carro perto de Cerveteri. Morreu logo após chegar ao hospital em Civitavecchia. Dois outros passageiros também se feriram no acidente.